# Brøndby IF
Brøndby IF este un club de fotbal din Brøndby, Danemarca. Clubul mai este cunoscut sub numele de Brøndbyernes Idrætsforening, sau Brøndby și BIF pe scurt. Clubul, fondat în 1964, prin fuziunea a două cluburi locale, a câștigat 10 Campionate ale Danemarcei și 5 Cupe ale Danemarcei, de când clubul a promovat în Prima Ligă Daneză, în 1981.

## Antrenori
| Anii 1960 - Egon Knudsen (1964–67) - Leif Andersen (1967–69) - Ib Jensen (1969–70) Anii 1970 - John Sinding (1970–72) - Finn Laudrup (1973) - Mogens Johansen (1973) - Kaj Møller (1974) - John Sinding (1975) - Jørgen Hvidemose (1975–80) | Anii 1980 - Tom Køhlert (1 Jan 1981 – 30 iunie 1985) - Ebbe Skovdahl (1 Jan 1986 – 30 iunie 1987) - Birger Peitersen (1987–88) - Ebbe Skovdahl (1 July 1988 – 31 Dec 1989) Anii 1990 - Morten Olsen (1 Jan 1990 – 10 May 1992) - Ebbe Skovdahl (1 Jan 1992 – 30 iunie 1999) - Tom Køhlert (caretaker) (1 Jan 1999 – 30 iunie 1999) | Anii 2000 - Åge Hareide (1 Jan 2000 – 31 Dec 2001) - Tom Køhlert (caretaker) (1 Jan 2002 – 30 iunie 2002) - Michael Laudrup (1 July 2002 – 30 iunie 2006) - René Meulensteen (1 July 2006 – 17 Jan 2007) - Tom Køhlert (21 Jan 2007 – 31 Dec 2008) - Kent Nielsen (1 Jan 2009 – 26 March 2010) Anii 2010 - Henrik Jensen (26 March 2010 – 24 Oct 2011) - Aurelijus Skarbalius (25 Oct 2011 – 10 iunie 2013) - Thomas Frank (11 iunie 2013–) |